# 佐藤吏
佐藤 吏（さとう おさむ、1973年9月7日 - ）は日本の映画監督。神奈川県茅ヶ崎市出身。
95年頃からピンク映画に演出部として携わり、多くの助監督を務める。
2002年 新東宝映画「人妻ブティック　不倫生下着」(原題・再生）にて監督デビュー。
近年は自らの監督・脚本による作品を数多く残している。
また映画監督としてだけではなく、劇場用映画のメイキンク゛監督や機材車の運転手、助監督なども受けたりしている。
2019年に、助監督をしていた映画「咲む（えむ）」では監督補も務めていたが、監督との意見の相違により、途中降板している。

## 監督作品
- 人妻ブティック　不倫生下着(原題・再生）（2002年）デビュー作
- 姉妹看護婦 〜夜の診察室〜（2004年）
- 友だちの母さんと…美熟女、秘密の宴（2006年）
- 貝あわせ、痴女とOL（2006年）
- どれい（2007年）
- 乳くらべ 新妻と淫乱OL（2007年）
- 吉沢明歩の誘惑 あたしを食べて（2007年）
- 獣になった人妻（2008年）
- とりこ 虜（2009年）
- 友田真希 淫極（2009年）
- 人妻とOL あふれる愛液（2010年）
- あの娘（コ）が売れたホントの理由（2010年）
- 天使のしずく（2010年）
- 君が愛したラストシーン （2013年4月6日公開）